# Estació de Correus
Correus és una estació del metro de Barcelona fora de servei que es troba entre les estacions de Jaume I i Barceloneta, concretament sota la Via Laietana de Barcelona, entre el carrer Àngel Baixeras i la plaça Antoni López al costat de l'edifici de Correus. Actualment es troba tancada, però encara es pot veure quan els trens es dirigeixen cap a la Pau; fins fa poc també es conservava l'accés cobert amb una reixa metàl·lica, però fou enderrocat degut a la supressió de barreres arquitectòniques duta a terme per l'Ajuntament de Barcelona.
L'estació es va inaugurar el 20 de febrer de 1934 quan es va ampliar el Gran Metro de Barcelona des de Jaume I a Correus, sent-ne la capçalera. Es trobava en el tram entre Encreuament Aragó (ara Passeig de Gràcia) i Correus del Gran Metro i que ara pertany a la Línia 4. El 20 de març de 1972 va deixar de donar servei per les obres del perllongament de la línia fins a Barceloneta (tram inaugurat el 1976). Des del tren encara s'hi poden veure anuncis de l'època i propaganda electoral del 1971.